# Stereoderma congoana
Stereoderma congoana is een zeekomkommer uit de familie Cucumariidae.
De wetenschappelijke naam van de soort werd in 1935 gepubliceerd door Svend Geisler Heding.